# Torilis nodosa
Torilis nodosa é uma espécie de planta com flor pertencente à família Apiaceae.
A autoridade científica da espécie é (L.) Gaertn., tendo sido publicada em De Fructibus et Seminibus Plantarum. . . . 1: 82. 1788.

## Portugal
Trata-se de uma espécie presente no território português, nomeadamente em Portugal Continental, Arquipélago dos Açores e Arquipélago da Madeira.
Em termos de naturalidade é nativa em Portugal Continental e no Arquipélago da Madeira, sendo introduzida no Arquipélago dos Açores.

## Protecção
Não se encontra protegida por legislação portuguesa ou da Comunidade Europeia.